# Sygnał Lublin
Sygnał Lublin – polski klub piłkarski z siedzibą w mieście Lublin, grający od sezonu 2024/25 w IV lidze.

## Historia
Chronologia nazw:
- 1945: KKS [Kolejowy Klub Sportowy] Sygnał Lublin
- 2014: MKS [Miejski Klub Sportowy] Sygnał Lublin

Kolejowy Klub Sportowy Sygnał został założony w Lublinie w 1945 roku. Swój pierwszy mecz drużyna rozegrała z ekipą KKS Radom 22 lipca 1945 roku z okazji Święta Kolejarza. Ten historyczny mecz zakończył się wynikiem 2:1, a bramki dla Sygnału strzelili – Łagoda i Łączka, dla KKS Radom – Matejczuk. Już w roku swojego powstania, drużyna piłkarska KKS Sygnał zajęła pierwszą pozycję w grupie I Okręgowego Związku Piłki Nożnej, wyprzedzając drużyny: Lewart Lubatrów, AKS Dęblin, ZKS Zamość oraz Klub Milicyjny. W 1947 zespół zdobył mistrzostwo A klasy, co pozwoliło startować w eliminacjach do I ligi, w których zajął 4.miejsce w grupie IV.
W 1951 roku klub zdobył Puchar WKKF, dzięki czemu debiutował w rozgrywkach Pucharu Polski na szczeblu centralnym.
W 1953 po zdobyciu wicemistrzostwa A klasy klub reprezentował Lubelszczyznę w rozgrywkach o wejście do II ligi. Ale nie uzyskał awansu i potem występował w Lubelskiej klasie A lub B.
W 1970 jako mistrz Klasy A klub awansował do Lubelskiej ligi okręgowej, która w 1973 awansowała na III poziom rozgrywek w hierarchii piłkarskiej. W sezonie 1975/76 liga została reorganizowana w Klasę międzywojewódzką, w której zostały zgrupowane kluby z Białej Podlaski, Chełma, Lublina i Zamościa.
W sezonie 1991/92 zespół znów został mistrzem Lubelskiej klasy okręgowej i potem walczył w barażach o III ligę, które przegrał.
W sezonie 1994/95 zawodnicy klubu zdobyli mistrzostwo Lubelskiej klasy okręgowej i następnie przez trzy sezony grał w IV lidze.
Latem 2014 roku klub został zarejestrowany jako Stowarzyszenie MKS "Sygnał" Lublin. 
W 2016 roku klub awansował z Lubelskiej Klasy A (grupa Lublin IV) do Lubelskiej klasy okręgowej, ale w 2019 znów spadł do Klasy A. W sezonie 2020/21 drużyna jako wicemistrz grupy Lublin I Lubelskiej Klasy A awansowała do baraży, gdzie pokonała 5:1 Żyrzyniak Żyrzyn i zdobyła promocję do Lubelskiej klasy okręgowej.
W sezonie 2023/24 klub został mistrzem Lubelskiej klasy okręgowej i  awansował do IV ligi.

## Barwy klubowe, strój, herb, hymn
|  |  |  |

Klub ma barwy bordowo-biało-niebieskie. Piłkarze domowe spotkania zazwyczaj grają w niebieskich strojach.

## Sukcesy

### Trofea międzynarodowe
Nie uczestniczył w rozgrywkach europejskich (stan na 31-05-2024).

### Trofea krajowe
| \| \| Zdobyte trofea w rozgrywkach Polski (stan na: 31-05-2024) \| |                                                           |      |                                                            |
| Rozgrywki                                                          | Osiągnięcie                                               | Razy | Sezon(y)                                                   |
| Mistrzostwo                                                        | I miejsce                                                 | 0    |                                                            |
| Mistrzostwo                                                        | II miejsce                                                | 0    |                                                            |
| Mistrzostwo                                                        | III miejsce                                               | 0    |                                                            |
| Puchar                                                             | zdobywca                                                  | 0    |                                                            |
| Puchar                                                             | finalista                                                 | 0    |                                                            |
| Puchar                                                             | 1/32 finału                                               | 1    | 1953                                                       |
| II liga                                                            | I miejsce                                                 | 2    | 1945 (Lubelska Klasa A, grupa II), 1947 (Lubelska Klasa A) |
| II liga                                                            | II miejsce                                                | 0    |                                                            |
| II liga                                                            | III miejsce                                               | 0    |                                                            |
| Polska                                                             | Zdobyte trofea w rozgrywkach Polski (stan na: 31-05-2024) |      |                                                            |

- Lubelska Klasa A
  - wicemistrz (2): 1952, 1953

## Poszczególne sezony

### Rozgrywki międzynarodowe

#### Europejskie puchary
Klub nie uczestniczył w rozgrywkach europejskich.

### Rozgrywki krajowe
| \| Polska \| Bilans występów klubu w rozgrywkach piłkarskich Polski (Stan na 31 maja 2024 r.) \| \| |                                                                                  |        |       |   |   |   |    |    |     |                                                                                        |        |        |      |
| Poziom                                                                                              | Rozgrywki                                                                        | Sezony | Mecze | Z | R | P | B+ | B– | Pkt | Lata                                                                                   | Awanse | Spadki | Naj. |
| I                                                                                                   | Liga                                                                             | 0      |       |   |   |   |    |    |     |                                                                                        |        |        |      |
| II                                                                                                  | Klasa A / Liga Okręgowa                                                          | 4      |       |   |   |   |    |    |     | 1945–1948                                                                              | 0      | 2      | 1    |
| III                                                                                                 | Klasa B / Klasa A                                                                | 6      |       |   |   |   |    |    |     | 1949, 1952–1953, 1973–1976                                                             | 0      | 3      | 2    |
| IV                                                                                                  | Klasa C / Klasa B                                                                | 19     |       |   |   |   |    |    |     | 1950–1951, 1954–1957, 1959, 1963/64, 1965/66, 1970–1973, 1976/77, 1991–1994, 1995–1998 | 2      | 7      | 1    |
| | Puchar Polski                                                                    | 1      |       |   |   |   |    |    |     | 1953                                                                                   |        |        | 1/32 |
| Polska                                                                                              | Bilans występów klubu w rozgrywkach piłkarskich Polski (Stan na 31 maja 2024 r.) |        |       |   |   |   |    |    |     |                                                                                        |        |        |      |

## Struktura klubu

### Stadion
Drużyna rozgrywa swoje mecze domowe w Lublinie na stadionie MKS Sygnał, który może pomieścić 400 widzów (w tym 250 miejsc siedzących). Stadion znajduje się przy ulicy Zemborzyckiej 3 i powstał w latach sześćdziesiątych ubiegłego wieku.

## Kibice i rywalizacja z innymi klubami

### Derby
- Budowlani Lublin
- KS Lublinianka
- Motor Lublin
- WKS Lublin